# Gniazdowo (powiat goleniowski)
Gniazdowo (do 1945 Hölkenhorst) – osada w Polsce położona w województwie zachodniopomorskim, w powiecie goleniowskim, w gminie Goleniów, w sołectwie Miękowo
Położona ok. 6 km na północny zachód od Goleniowa, 1 km na zachód od Miękowa. przy drodze łączącej Miękowo z Krępskiem, na terenie niezadrzewionym, wśród lasów Puszczy Goleniowskiej.
W XVIII w odkryto w pobliżu wsi osadę i kilka zabytków kultury pucharów lejkowatych i ceramiki sznurowej z okresu neolitu. Pierwsza wzmianka pochodzi z roku 1872. W 1939 roku istniały tutaj dwa gospodarstwa. Obecnie znajduje się kilka domów mieszkalnych, zamieszkiwanych przez 27 osób (2000).
Okoliczne miejscowości: Miękowo, Krępsko, Wierzchosław